# Bulbophyllum sphaerobulbum
Bulbophyllum sphaerobulbum là một loài phong lan thuộc chi Bulbophyllum.